# Embryo (boek)
Embryo (oorspronkelijke Engelse titel: Vital Signs, ISBN 0-330-32147-1) is een medische thriller van de Amerikaanse schrijver Robin Cook.

## Verhaal
Marissa Blumenthal blijkt onvruchtbaar te zijn. Zij gelooft dit niet en stelt een onderzoek in naar haar onvruchtbaarheid. Hierdoor komt ze op het spoor van een medische wetenschap die enkel en alleen uit is op winst. 